# Cuchilla Grande (banda)
Cuchilla Grande (estilizado en sus discos como Cuchillagrande) es una banda de heavy metal uruguaya, formada en Montevideo en 1996. Autodefinen su estilo como "metal criollo", al tiempo que se llaman a sí mismos "corsarios de Artigas", denotando su fuerte identificación con el ideal artiguista, además de venerar la tradición gaucha y los valores criollos.

## Historia

### Primeros años
El fundador de la banda es Diego Petru quien a finales de 1996 y con más de cinco años de trayectoria decide terminar con la banda "Harley Abandonada" y emprende su nuevo proyecto llamado "Cuchillagrande".
La primera formación de la banda incluiría a Miguel Zorrilla en guitarra, Gabriel Tesija en bajo y Oscar "El Brujo" en batería.
Su primer trabajo se llamó "A la salud de los más fuertes", demo que incluyó 10 canciones en donde ya se notaban influencias de bandas como V8, Hermética y Almafuerte.
Tras esto Diego Petru viaja a la Argentina y conoce a Ricardo Iorio. Esto influye mucho en la banda que toca por todo el circuito de bandas nacionales, presentándose con la propuesta denominada "Metal Pesado de las Provincias Unidas del Sur".
En 1999 se produce el alejamiento del batero que será reemplazado por Hugo Abreu. Así graban su segundo demo independiente de once temas titulado "De frente y a las tripas", donde se ve la influencia artiguista e indigenista de la banda:

“Hemos sobrevolado el territorio, hemos sobrevolado la muerte, hemos sobrevolado la traición, te amamos gran pradera aun estamos aquí”

Para finales del 2000 graban su tercer demo llamado "Alcohol y bomba", que incluía dos temas “Cabeza de tractor” y “Sirva otra vuelta pulpero”. Este último será grabado por Almafuerte en su disco titulado "Piedra Libre".
A finales de 2000 Miguel Zorrilla y Gabriel Tesija abandonan la banda lo que traerá nuevos recambios. En 2001 ingresa Diego Romanelli ex Castigador, y vuelve Gabriel Tesija, componiendo así parte de lo que sería más adelante el disco "Purificación".
En la presentación para Uruguay del disco de Almafuerte "Piedra libre" en 2002, Ricardo Iorio invita a Diego Petru a cantar junto a la banda el tema “Sirva otra vuelta pulpero” para cerrar el concierto. Ese mismo año la banda viaja a la Argentina y toca junto a Almafuerte ante más de 3000 personas en el centro motoquero de Luján “As de espadas”.
En el 2003 Cuchillagrande graba su cuarto demo, "Mate amargo nuestro", con la presentación del nuevo batero: Richard Moreira exmiembro de Castigador y Jabalí. Aquí se incluirá el tema “Sirva otra vuelta pulpero” -versión original- y “Mate amargo nuestro”. Con este demo la banda tendrá un poco más de difusión.
En agosto de 2003, tras tocar en la comisión de fomento de Aires Puros, Diego Romanelli y Gabriel Tesija abandonan definitivamente la banda y así se convoca a Sebastián "Ozzy" Salvo, ex Orejano para tocar el bajo y al guitarrista Néstor Porto para trabajar en el quinto demo de Cuchillagrande, "Hervidero". Aquí se incluyen temas como “Mate amargo nuestro”, “Pa' pecho e' fierro”, “Escuela rural, patria pelada”, “Como estaba ahí Dios”, “Pobres pibes los de la tele”, “Sirva otra vuelta pulpero”.
Para mediados de octubre de 2003, Almafuerte graba "Ultimando", en el cual incluirá "Como estaba ahí Dios" y “Yo traigo la semilla” y “Cabeza de tractor”, este último en coautoría con Ricardo Iorio, Diego Petru y Claudio Marciello. Por añadidura Diego Petru será invitado, en septiembre de 2004 a participar en un recital en Bernal, provincia de Buenos Aires, y el 21 de mayo de 2005 en Obras Sanitarias, ante más de 7000 personas.

### Purificación
Para mayo del 2005 Cuchillagrande, empieza a grabar su primer trabajo oficial, "Purificación", por intermedio del sello argentino Del Imaginario Discos, el cual ha editado otras bandas de heavy metal de ese país.
Este disco incluye la participación de los argentinos Ricardo Iorio, Claudio Marciello, Bin Valencia, Beto Ceriotti, Larry Zavala, Pablo Soler, Julian Barrett y Emiliano Obregón, junto a Claudio Reinhardt (Nunca Más) en batería.
Fue grabado entre los meses de julio y noviembre de 2005 en Virtual Estudio, Buenos Aires.
Dos años más tarde editan un EP titulado "Obluz", en el cual incluyen 5 temas de autoría de Cuchillagrande.
En el año 2011 iniciaron un tour por diferentes ciudades de Uruguay y Argentina titulado "Cuchillatour".

## Discografía
Álbumes
- Purificación - Del Imaginario Discos, 2005
- Cuchillagrande - 2014

Demos y EPs
- A la salud de los más fuertes - 1996
- De frente y a las tripas - 1999
- Alcohol y bomba - 2000
- Mate amargo nuestro - 2003
- Hervidero - 2003
- Obluz - EP, 2007
- Demo 2009 - 2009